# Municipio de Chatsworth
El municipio de Chatsworth (en inglés: Chatsworth Township) es un municipio ubicado en el condado de Livingston en el estado estadounidense de Illinois. En el año 2010 tenía una población de 1366 habitantes y una densidad poblacional de 14,64 personas por km².

## Geografía
El municipio de Chatsworth se encuentra ubicado en las coordenadas 40°42′39″N 88°18′4″O / 40.71083, -88.30111. Según la Oficina del Censo de los Estados Unidos, el municipio tiene una superficie total de 93.31 km², de la cual 93,25 km² corresponden a tierra firme y (0,07 %) 0,06 km² es agua.

## Demografía
Según el censo de 2010, había 1366 personas residiendo en el municipio de Chatsworth. La densidad de población era de 14,64 hab./km². De los 1366 habitantes, el municipio de Chatsworth estaba compuesto por el 94,29 % blancos, el 0,15 % eran afroamericanos, el 0,15 % eran amerindios, el 1,24 % eran asiáticos, el 1,83 % eran de otras razas y el 2,34 % eran de una mezcla de razas. Del total de la población el 4,9 % eran hispanos o latinos de cualquier raza.